# Óscar Esaú Duarte Gaitán
Óscar Esaú Duarte Gaitán (* 3. června 1989 Masaya), známý jako Óscar Duarte, je kostarický profesionální fotbalista, který hraje na pozici středního obránce za španělský klub Levante UD a za kostarický národní tým.
Účastník Mistrovství světa 2014 v Brazílii.

## Klubová kariéra
Duarte začínal v profesionálním fotbale v kostarickém celku Deportivo Saprissa, s nímž vyhrál dvakrát místní 1. ligu. V roce 2010 hostoval v jiném kostarickém klubu Puntarenas FC. V lednu 2013 odešel do Evropy do belgického Club Brugge.

## Reprezentační kariéra
Óscar Duarte reprezentuje Kostariku, v národním týmu debutoval v roce 2010.
Kolumbijský trenér Kostariky Jorge Luis Pinto jej nominoval na Mistrovství světa 2014 v Brazílii. V prvním zápase v základní skupině D proti Uruguayi (výhra 3:1) vstřelil hlavou vítězný gól. Kostarika se v těžké skupině s favorizovanými celky Uruguaye, Itálie (výhra 1:0) a Anglie (remíza 0:0) kvalifikovala se sedmi body z prvního místa do osmifinále proti Řecku. Duarte dostal v osmifinálovém utkání červenou kartu (za dvě žluté), oslabení Kostaričané dokázali vyhrát v penaltovém rozstřelu poměrem 5:3 a poprvé v historii postoupili do čtvrtfinále MS. Ve čtvrtfinále s Nizozemskem (0:0, 3:4 na penalty) došlo opět na penaltový rozstřel. Duarte kvůli trestu za předchozí vyloučení nenastoupil. Kostarika byla vyřazena, i tak dosáhla postupem do čtvrtfinále svého historického maxima.